# Carlos Llamosa
Carlos Llamosa (Palmira, Valle del Cauca, Colombia; 30 de junio de 1969) es un exfutbolista colombiano naturalizado estadounidense. Actualmente es el entrenador del San Antonio FC de la USL Championship.

## Trayectoria

### Como jugador
Colombiano de nacimiento, Llamosa empieza su carrera deportiva en el año 1986 en la Liga de fútbol del Valle del Cauca donde estuvo hasta 1989, con 20 años llamó la atención del recién fundado Atlético Huila donde comienzan a competir en la Temporada 1991 consagrándose campeones de la Segunda división.
Luego tuvo un parón de 4 años puesto que su familia decide trasladarse a vivir a los Estados Unidos. Allí llega a la ciudad de Nueva York en el popular barrio de Queens: Llomosa trabaja en el Word Trade Center, donde en 1993 se convierte en una de las víctimas del atentado al edificio.
En1995, pasados 4 años, vuelve al fútbol profesional para jugar con el New York Centauros siendo considerado uno de los mejores jugadores también pasó por el DC United, Chivas USA y Miami Fusion siendo ya ampliamente reconocido.
Obtuvo la ciudadanía estadounidense el 23 de octubre de 1998, jugando dos semanas más tarde su primer partido con la Selección de fútbol de Estados Unidos.

## Selección nacional
Carlos Llamosa fue internacional con la Selección de los Estados Unidos entre 1998 y 2002, jugando 29 partidos sin marcar gol.

### Participaciones en Copas del Mundo
| Mundial                        | Sede                  | Resultado        |
| ------------------------------ | --------------------- | ---------------- |
| Copa Mundial de Fútbol de 2002 | Corea del Sur y Japón | Cuartos de final |

## Clubes

### Como jugador
| Club                   | País           | Año       |
| ---------------------- | -------------- | --------- |
| Atlético Huila         | Colombia       | 1991      |
| New York Centaurs      | Estados Unidos | 1995-1996 |
| D.C. United            | Estados Unidos | 1997-2000 |
| Miami Fusion           | Estados Unidos | 2001      |
| New England Revolution | Estados Unidos | 2002-2005 |
| Chivas USA             | Estados Unidos | 2006-2007 |

### Como asistente
| Club                   | País           | Año       |
| ---------------------- | -------------- | --------- |
| Chivas USA             | Estados Unidos | 2008-2012 |
| New York Cosmos        | Estados Unidos | 2013-2016 |
| New England Revolution | Estados Unidos | 2017      |
| Portland Timbers       | Estados Unidos | 2018-2023 |

### Como entrenador
| Club           | País           | Año           |
| -------------- | -------------- | ------------- |
| San Antonio FC | Estados Unidos | 2025-presente |

## Títulos
| Título           | Club           | País     | Año  |
| ---------------- | -------------- | -------- | ---- |
| Segunda División | Atlético Huila | Colombia | 1991 |